# Ethnolinguistik
Ethnolinguistik bezeichnet die Auseinandersetzung mit linguistischen Fragen im völkerkundlichen Kontext.
Dabei werden zwei Herangehensweisen unterschieden:
1. Die Beschäftigung mit Fragen der Sprachkultur beziehungsweise der kulturell spezifischen Nutzung von Sprache. Zum Beispiel die Erforschung der Beziehungen zwischen dem Sprachverhalten der Individuen und ihrem soziokulturellen Kontext in der Gemeinschaft.
2. Die Nutzung linguistischer Methoden zur Klärung ethnologischer Sachverhalte. Ein Beispiel für diese hauptsächlich in der historischen Ethnologie verwendete Methode ist die Erforschung der Besiedlung des amerikanischen Kontinents durch die Migrationsbewegung über die in der letzten Eiszeit zugefrorene Beringstraße mittels einer Untersuchung der Sprachdiversifikation. Dieser Untersuchung liegt die Annahme zugrunde, Sprache ändere sich im Laufe der Zeit in einer konstanten Geschwindigkeit. Durch die linguistische Untersuchung aller bekannten indigener Sprachen Amerikas und die Analyse ihrer Unterschiede lasse sich erkennen, wann sich die Sprachen – und damit die einzelnen Völker – getrennt haben. Die so ermittelten Ergebnisse ließen sich relativ genau mit den bekannten Datierungen archäologischer Funde verifizieren.